# Orda Nogajska
Orda Nogajska – konfederacja tureckich plemion koczowniczych powstała na Stepie Pontyjskim. W jej skład wchodziły terytoria pomiędzy Wołgą, Irtyszem, Morzem Kaspijskim i Morzem Aralskim. Nazwa pochodzi od imienia wybitnego wodza tatarskiego – Nogaja. Została utworzona przez Edygeja po uniezależnieniu się od Złotej Ordy około 1390 roku.

## Historia

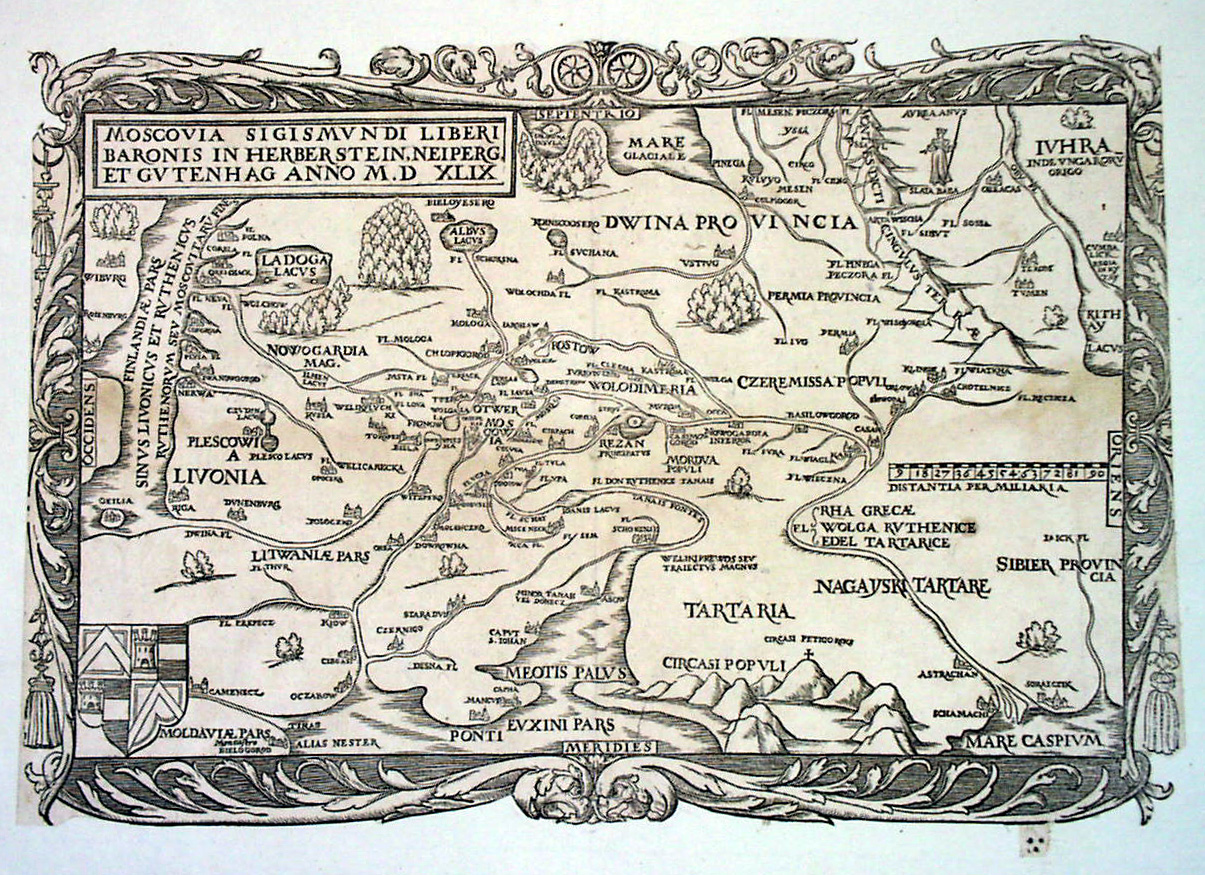
Mapa Sigismunda von Herbersteina zatytułowana "Moscovia" z 1549 umieszcza "Tatarów Nogajskich" na stepie na północ od Kaukazu i Astrachania.

Na przestrzeni wieków Orda Nogajska dzieliła się na:
- Wielka Orda Nogajska (pozostała na dawnych koczowiskach na wschód od dolnej Wołgi). Uznała dominację rosyjską po podboju chanatów kazańskiego i astrachańskiego przez Rosję (1552–1557).
- Mała Orda Nogajska (orda kubańska) nad Morzem Azowskim pomiędzy Donem a Kubaniem – weszła w skład chanatu krymskiego. Część Nogajów, która nie chciała podporządkować się carom rosyjskim.
- Orda Ałtyulska, nad rzeką Emba.
- Nogajskie ordy przednie (od 1430) osiedlane przez Chanów Krymskich na stepach południowej Ukrainy i Besarabii:
  - orda budziacka (białogrodzka),
  - orda jambolucka (oczakowska),
  - orda dobrudzka (jedykulska),
  - orda jedysańska (odłam Małej Ordy Nogajskiej, powstała dopiero po 1720 roku).

Po 1630 roku buddyjska orda kałmucka, obca etnicznie i kulturowo Nogajom, wyparła ich z okolic dolnej Wołgi i zajęła stepowe obszary między rzekami Don i Jaik (dzisiejszy Ural) zakładając własne państwo (tzn. w przypadku ludów koczowniczych jest to przejęcie pastwisk).
Po wejściu ziem południowej Ukrainy w skład Imperium Rosyjskiego (ok. 1770) Wielkich Nogajów przesiedlono na nadazowskie równiny pomiędzy Donem a Kubaniem, a potem na stepy nadkaspijskie i besarabskie. Po wojnie krymskiej część ludności mieszkająca nad Morzem Czarnym przeniosła się do Turcji.